# Santa Casa da Misericórdia

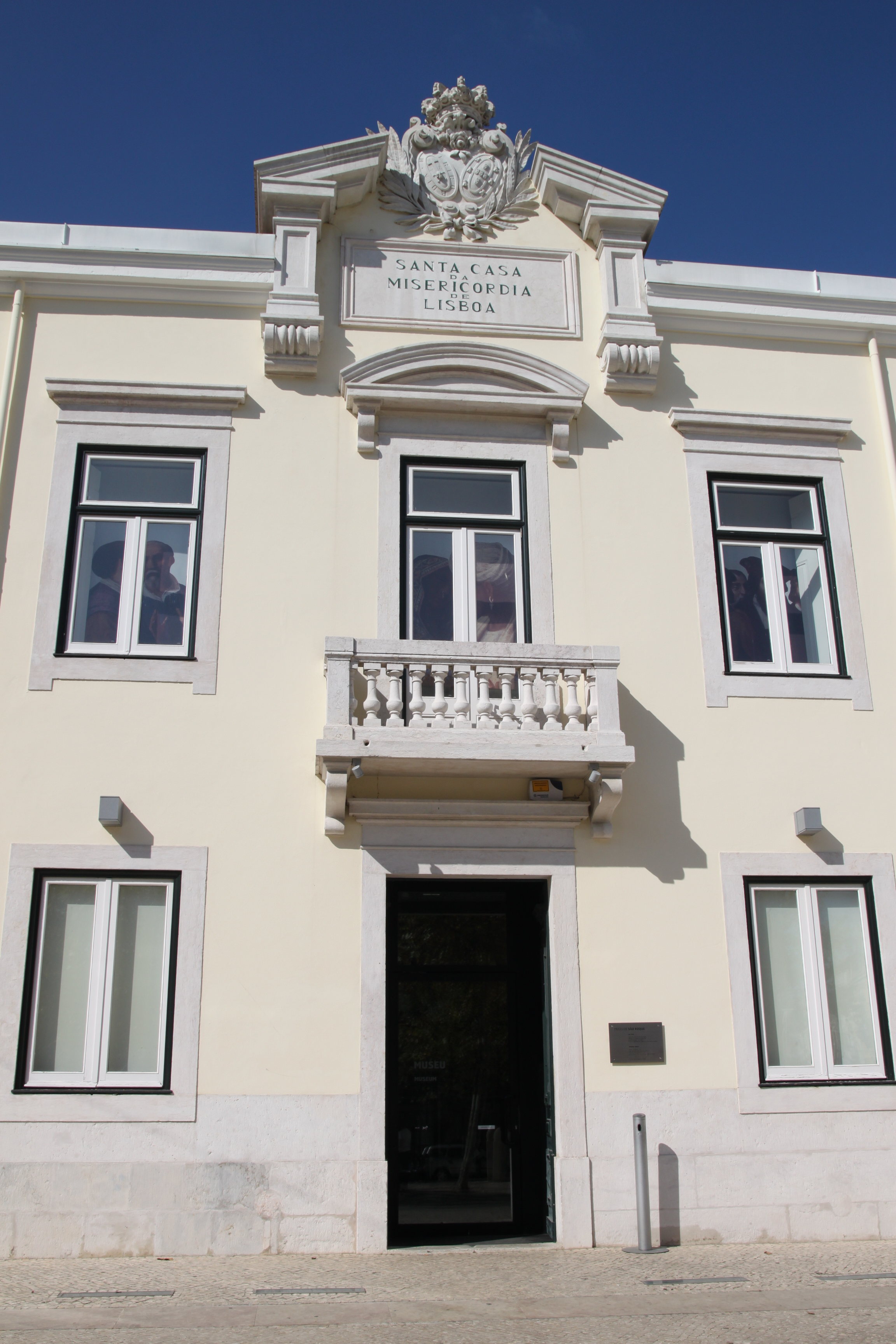
Santa Casa da Misericórdia de Lisboa, Portugal

As Misericórdias, também conhecidas como Santas Casas ou Santas Casas das Misericórdias são irmandades católicas que têm como missão o tratamento e sustento a enfermos e inválidos, além de dar assistência a “expostos” — recém-nascidos abandonados na instituição. 
A sua organização e missão remonta ao Compromisso da Misericórdia de Lisboa, composto por 14 Obras de Misericórdia, sendo sete delas espirituais — "Dar bom conselho, Ensinar os ignorantes, Corrigir os que erram, Consolar os tristes, Perdoar as injúrias, Sofrer com paciência as fraquezas do nosso próximo, Rogar a Deus pelos vivos e pelos mortos" — e sete corporais — "Dar de comer a quem tem fome, Dar de beber a quem tem sede, Vestir os nus, Dar pousada aos peregrinos, Visitar os presos e Remir os cativos, Enterrar os mortos". Todas as obras possuem fundamentos na doutrina cristã, como nos textos bíblicos do Evangelho de São Mateus e as Epístolas de São Paulo e demais doutores da Igreja Católica, ou então provêm de tradições de povos antigos que foram incorporadas ao Cristianismo. Para realizá-las, muitas vezes a irmandade não precisa de ter uma instituição física, fazendo cumprir as catorze obras nas ruas, em presídios, etc.
Por estímulo do Rei Manuel I de Portugal, fundador da instituição, e de seus sucessores, houve a criação de Santas Casas por todo o Reino de Portugal e restantes províncias ultramarinas, chegando a ter unidades da instituição na África e Ásia, além da América e Europa. A atuação destas instituições apresentou duas fases: a primeira compreendeu o período de meados do século XVIII até 1837, de natureza caritativa; a segunda, o período de 1838 a 1940, com preocupações de natureza filantrópica.

## Em Portugal

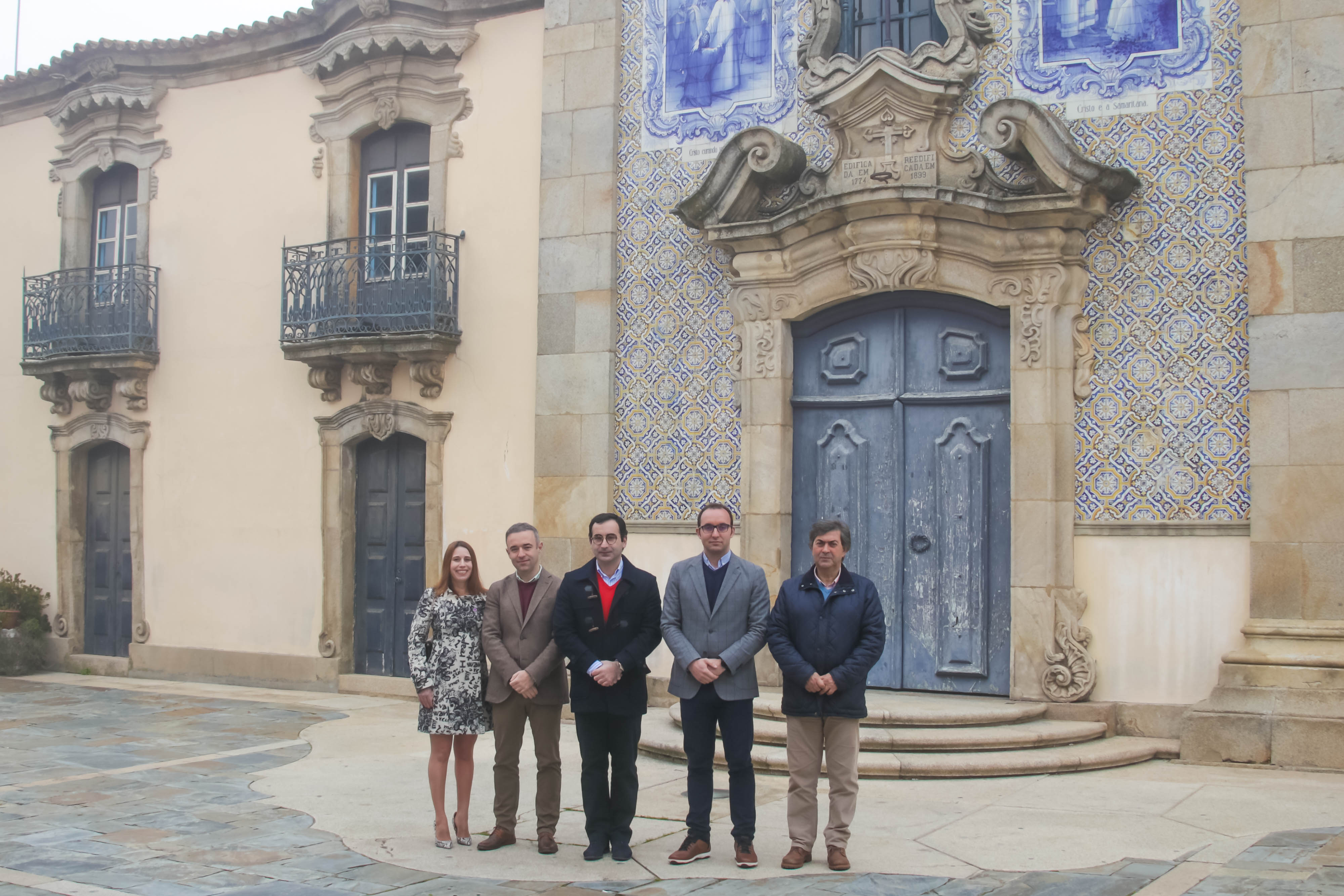
Santa Casa da Misericórdia de São João da Pesqueira, Portugal

A primeira Misericórdia em Portugal, a de Lisboa, foi fundada pela rainha D. Leonor, viúva de D. João II, que inspirou a criação de outras Misericórdias em Portugal e na diáspora portuguesa.

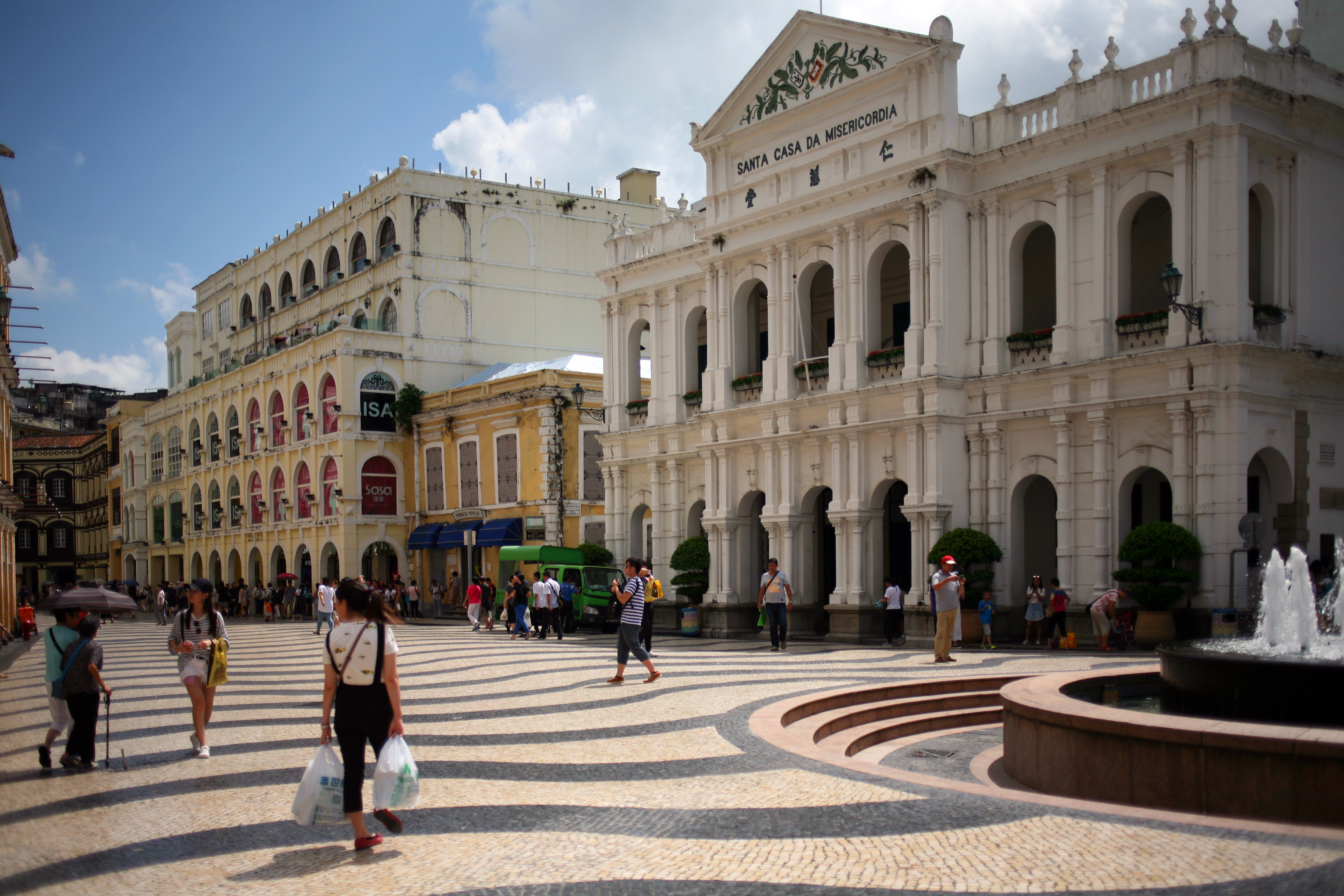
A Santa Casa da Misericórdia de Macau, no Largo do Senado em Macau

A instituição remonta à fundação, em 1498, da Santa Casa da Misericórdia de Lisboa, pela rainha D. Leonor. A Rainha D. Leonor, viúva de Dom João II, passou a dedicar-se intensamente aos doentes, pobres, órfãos, prisioneiros e artistas e patrocinou a fundação da Santa Casa, instituindo a primeira legítima ONG do mundo, em um tempo em que seria impensável a existência de uma instituição social que se declarasse leiga e não governamental.
A instituição surgiu a partir da remodelação da Confraria de Caridade Nossa Senhora da Piedade, que era destinada a enterrar os mortos, visitar os presos e acompanhar os condenados à morte até o local de sua execução. Destinada inicialmente a atender a população mais necessitada, com funções como alimentar os famintos, assistir aos enfermos, consolar os tristes, educar os enjeitados entre outras, mais tarde passou ainda a prestar assistência aos "expostos" — recém-nascidos abandonados numa roda para que não se conhecessem os pais. Essa obrigatoriedade foi confirmada pelos Alvarás-Régios de 22 de agosto de 1654 e de 22 de dezembro de 1656. As crianças então recebiam o batismo para salvar suas almas, a amamentação das amas de leite para salvar suas vidas. As meninas deveriam também ter sua honra salva, por isso foram criados os recolhimentos, nos quais permaneciam preservadas até o casamento, quando receberiam um chamado para serem boas esposas e mães cristãs. Durante esse período, as garotas eram enclausuradas na Santa Casa, com regras a serem cumpridas, como a obrigação de se confessarem todos os primeiros domingos do mês, receberem o santíssimo sacramento da eucaristia diariamente, etc. e eram punidas caso não cumprissem com tais princípios.
O Hospital cresceu com ajuda de doações e pelo prestígio que a Santa Casa ganhava com o desenvolvimento econômico da colônia. Da época de sua fundação até a metade do século XVIII, a Santa Casa foi dirigida por pessoas situadas nos altos escalões do governo. As Santas Casas constituíam-se no principal instrumento de ação social da Coroa portuguesa, e a sua criação acompanhou o estabelecimento dos primeiros poderes governamentais.
Dessa forma, as irmandades ocupam lugar de destaque numa história de assistência, isto é, práticas ligadas aos costumes e ensinamentos cristãos e, por tanto, realizadas pelo amor de Deus e em nome da salvação da alma, como se acreditava na época de sua criação.
Atualmente, a instituição está presente em todo o país, sendo a de maior porte a de Lisboa, que se encontra no Largo Trindade Coelho, entre o Chiado e o Bairro Alto. Este largo é denominado popularmente como Largo da Misericórdia ou Largo do Cauteleiro, devido à estátua representando um cauteleiro no largo, que evoca a lotaria e os jogos organizados pela Santa Casa.
As 388 Misericórdias atualmente ativas em Portugal apoiam diariamente cerca de 165 mil pessoas e, para o efeito, contam com mais de 45 mil colaboradores diretos.

#### Nos Açores
Na Região Autónoma dos Açores existem 23 Misericórdias. Em 2019, a Santa Casa da Misericórdia do Divino Espírito Santo da Maia celebra 100 anos.

#### Na Madeira
Na Região Autónoma da Madeira existem 5 Misericórdias. A mais antiga foi fundada em 1508.

## No Brasil

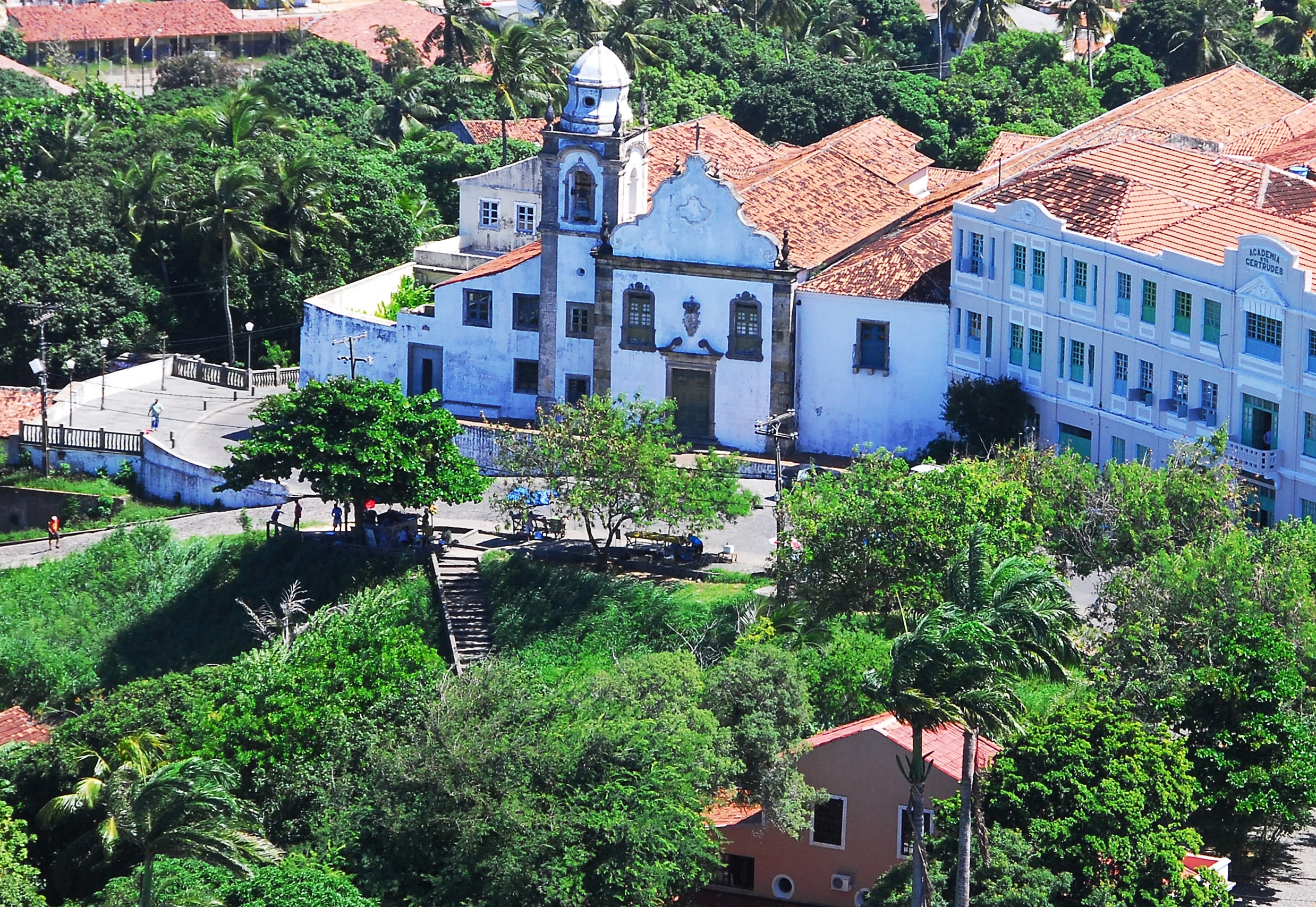
A antiga Santa Casa de Misericórdia de Olinda, primeiro hospital do Brasil

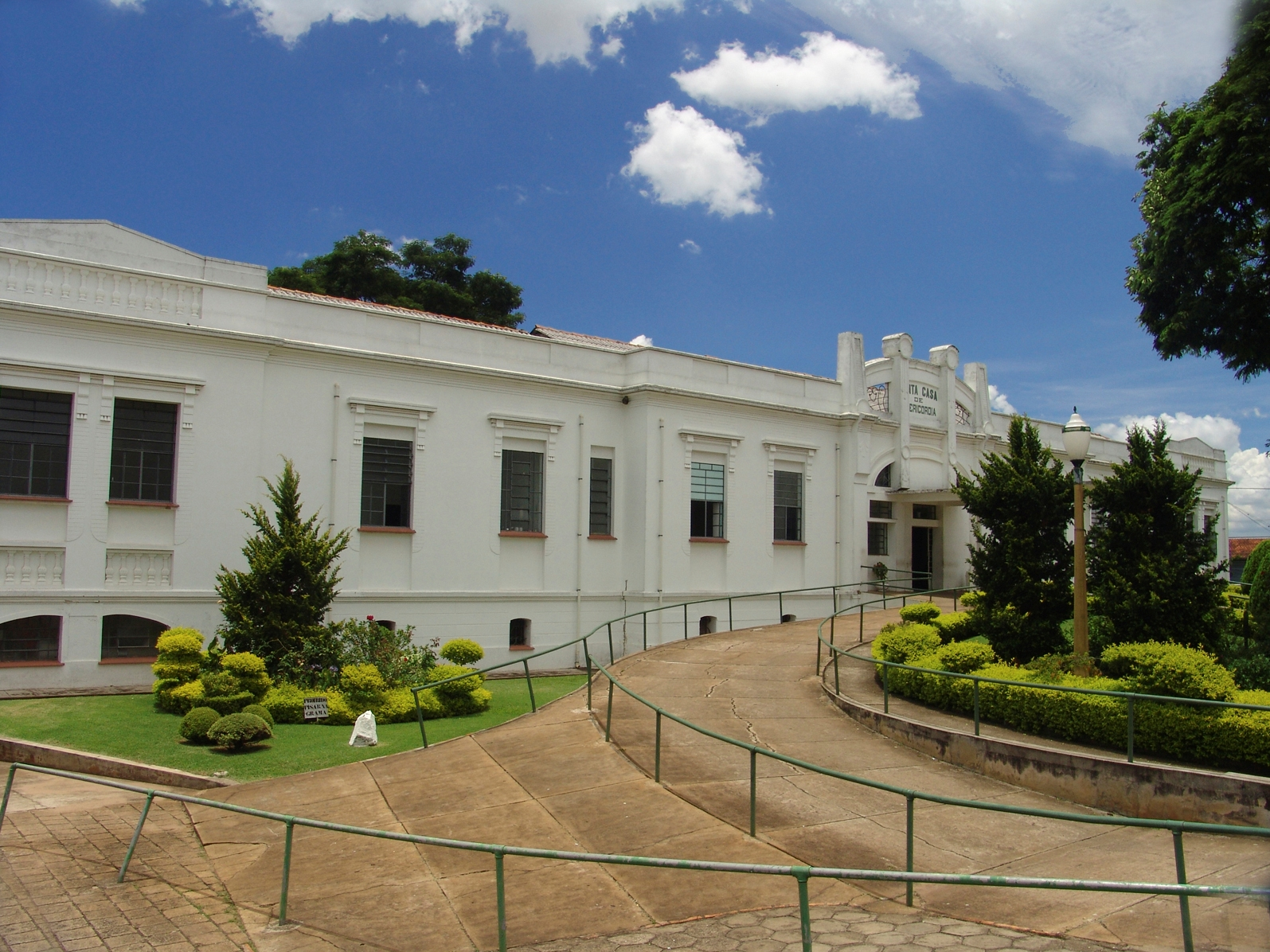
Santa Casa da Misericórdia de Avaré, no interior de São Paulo, Brasil

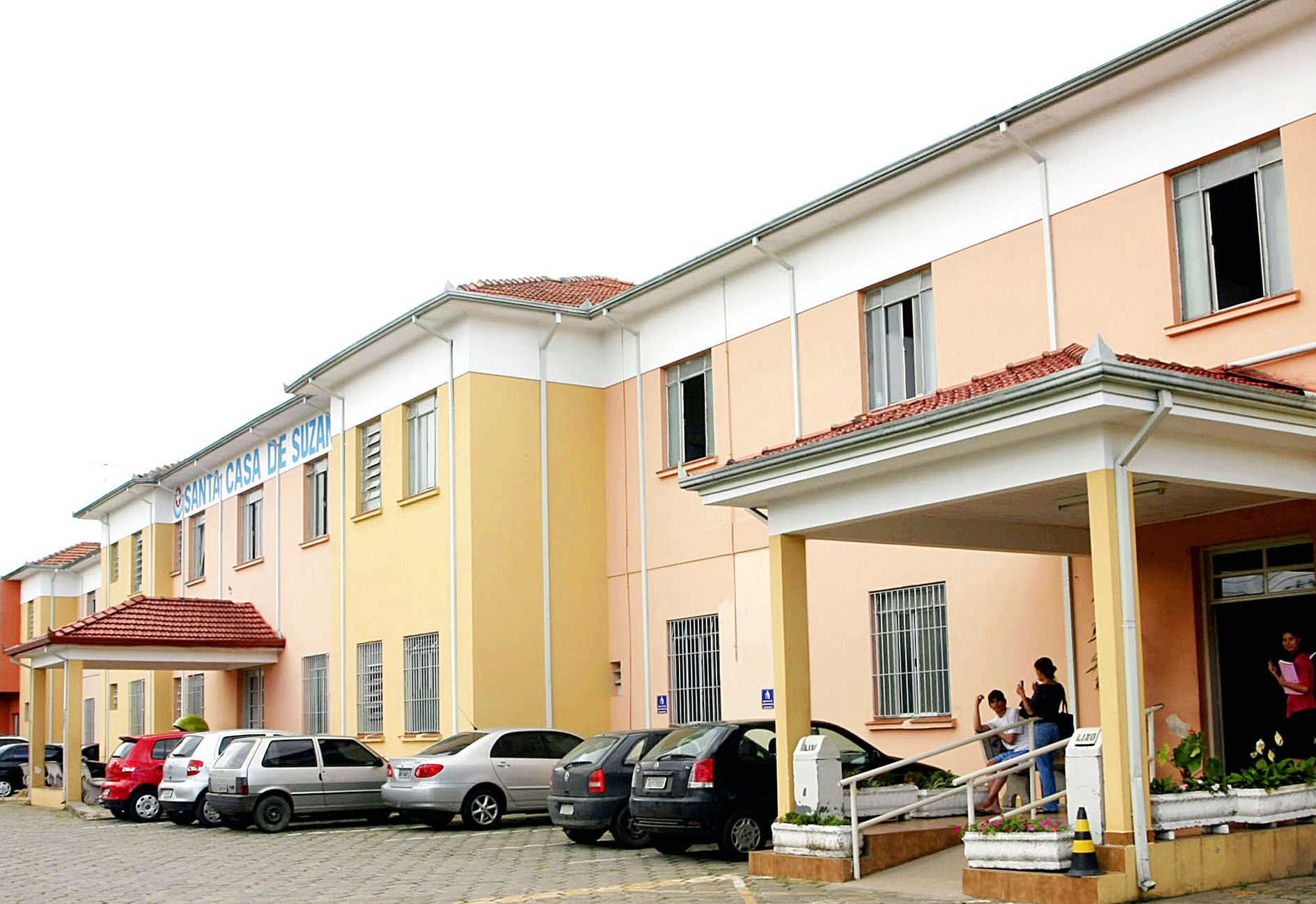
Santa Casa da Misericórdia de Suzano, na Grande São Paulo

No Brasil, a Irmandade da Santa Casa de Misericórdia surgiu ainda no período colonial, instalando-se em Olinda, na Capitania de Pernambuco, em 1539. No ano seguinte já funcionava ali a primeira instituição hospitalar do país, destinada a atender os enfermos dos navios dos portos e moradores das cidades. O estabelecimento funcionou ininterruptamente até a invasão holandesa, quando foi saqueado e incendiado. Chegou a ser reconstruído depois da expulsão dos flamengos, mas foi extinto com a criação da Santa Casa de Misericórdia do Recife. Depois do Hospital da Santa Casa de Misericórdia de Olinda surgiram as Santas Casas de Santos, da Bahia, do Espírito Santo, do Rio de Janeiro e de São Paulo. Nesse período, entretanto, não se pode destacar nenhuma prática como científica, porque esses saberes só emergiram no país a partir da vinda da Corte portuguesa e da criação das faculdades de Medicina e de Direito.
Além disso, pode-se destacar, com a fundação do município do Rio de Janeiro, por exemplo, a Santa Casa da Misericórdia do estado, instalada pelo Padre José de Anchieta para socorrer os tripulantes da esquadra do Almirante Diogo Flores Valdez, aportada à baía de Guanabara em 25 de março de 1582 com escorbuto a bordo. Nesta cidade, responsabilizou-se, secularmente, pela administração dos cemitérios.
Em Porto Alegre, existe atualmente o chamado Complexo Hospitalar Santa Casa, um conjunto de nove hospitais que atende todas as especialidades médicas. Um centro cultural também foi construído junto ao complexo em 2014, aproveitando os prédios históricos da instituição. Há atendimento pelo Sistema Único de Saúde (SUS), através de convênio entre o MEC, a UFCSPA e a Santa Casa, além de convênios e particulares. Atualmente, no Brasil, existem mais de 2500 hospitais da Santa Casa. Em Minas Gerais, esse número representa 323 instituições filantrópicas de saúde. Em Belo Horizonte a Santa Casa é uma empresa que faz parte do Grupo Santa Casa de Belo Horizonte e é o maior complexo hospitalar do estado. Hoje a obra está presente em quase todas as capitais e em muitos municípios do interior do país.
Já no caso de São Paulo, existem centenas de Santas Casas e as principais, são às chamadas Santas Casas que são "hospitais estruturantes", que atualmente estão em número de vinte. Há também às Santas Casas "estratégicas" e as de "apoio".
- Santa Casa de Misericórdia de Araçatuba
- Santa Casa de Misericórdia de Araraquara
- Santa Casa de Misericórdia da Bahia
- Santa Casa de Misericórdia de Barretos
- Santa Casa de Misericórdia de Belém
- Santa Casa de Misericórdia de Belo Horizonte
- Santa Casa de Misericórdia de Campinas
- Santa Casa de Misericórdia de Corumbá
- Santa Casa de Misericórdia de Curitiba
- Santa Casa de Misericórdia de Fortaleza
- Santa Casa de Misericórdia de Franca
- Santa Casa de Misericórdia de Goiânia
- Santa Casa de Misericórdia de Itapeva
- Santa Casa de Misericórdia de Juiz de Fora
- Santa Casa de Misericórdia de Jundiaí
- Santa Casa de Misericórdia de Limeira
- Santa Casa de Misericórdia de Manaus
- Santa Casa de Misericórdia de Marília
- Santa Casa de Misericórdia de Mogi Guaçu
- Santa Casa de Misericórdia de Olinda
- Santa Casa de Misericórdia de Olímpia
- Santa Casa de Misericórdia de Ourinhos
- Santa Casa de Misericórdia do Pará
- Santa Casa de Misericórdia de Paraty
- Santa Casa de Misericórdia de Passos
- Santa Casa de Misericórdia de Pelotas
- Santa Casa de Misericórdia de Piracicaba
- Santa Casa de Misericórdia de Porto Alegre
- Santa Casa de Misericórdia de Presidente Prudente
- Santa Casa de Misericórdia do Recife
- Santa Casa de Misericórdia do Rio de Janeiro
- Santa Casa de Misericórdia de Santo Amaro
- Santa Casa de Misericórdia de Santos
- Santa Casa de Misericórdia de São Carlos
- Santa Casa de Misericórdia de São João da Boa Vista
- Santa Casa de Misericórdia de São João del Rei
- Santa Casa de Misericórdia de São José do Rio Preto
- Santa Casa de Misericórdia de São José dos Campos
- Santa Casa de Misericórdia de São Paulo
- Santa Casa de Misericórdia de Sobral
- Santa Casa de Misericórdia de Sorocaba
- Santa Casa de Misericórdia de Vitória
- Santa Casa de Misericórdia de Votuporanga

## Localização de outras Misericórdias[2]
- Angola:
  - Santa Casa da Misericórdia de Luanda
  - Santa Casa da Misericórdia de Huambo
- Espanha (território reclamado por Portugal):
  - Santa Casa da Misericórdia de Olivença
- Espanha
  - Santa Casa da Misericórdia de Pamplona
  - Santa Casa da Misericórdia de Barcelona
  - Santa Casa da Misericórdia de Bilbao
  - Santa Casa da Misericórdia de Azpeitia
  - Santa Casa da Misericórdia de Ávila
  - Santa Casa da Misericórdia de Alcuéscar (Cáceres)
  - Santa Casa da Misericórdia de Tudela
- França:
  - Santa Casa da Misericórdia de Paris
- Itália:
  - Santa Casa da Misericórdia de Florença
- Luxemburgo:
  - Santa Casa da Misericórdia de Luxemburgo
- China:
  - Santa Casa da Misericórdia de Macau
- Moçambique:
  - Santa Casa da Misericórdia de Maputo
- Palestina:
  - Santa Casa da Misericórdia de Belém
- Ilhas de São Tomé e Príncipe:
  - Santa Casa da Misericórdia de São Tomé e Príncipe
- Ucrânia:
  - Santa Casa da Misericórdia de Kiev